# Вербейник обыкновенный
Вербе́йник обыкнове́нный (лат. Lysimáchia vulgáris) — многолетнее травянистое растение с прямостоячими стеблями, широко распространённое в Евразии; вид рода Вербейник (Lysimachia) семейства Первоцветные (Primulaceae), типовой вид этого рода. Род Вербейник относится к подсемейству Мирсиновые (Myrsinoideae) семейства Первоцветные (Primulaceae); ранее этот род обычно включался в семейство Мирсиновые (Myrsinaceae), однако в Системе классификации APG III (2009) это семейство было упразднено.

## Ботаническое описание
Корневище ползучее. Стебель прямостоячий, высота взрослых растений — от 50 до 100 см.
Листья ланцетные, с цельным краем, сверху гладкие, снизу опушённые, расположены на стебле или супротивно, или мутовчато (по три или четыре). С листьями вербейника обыкновенного связано русское название рода («вербейник») — оно объясняется схожестью листьев этого растения с листьями вербы (под этим названием на Руси обычно понимали различные виды ивы, в том числе иву белую, иву остролистную и др.)
Цветки с пятираздельной чашечкой и пятираздельным венчиком жёлтой окраски; тычинок пять; завязь округлая или яйцевидная, столбик нитевидный, рыльце головчатое. Цветки собраны в метельчатые соцветия на верхушках стеблей. Время цветения — июнь — август. Плод — коробочка, время созревания плодов — август—сентябрь.

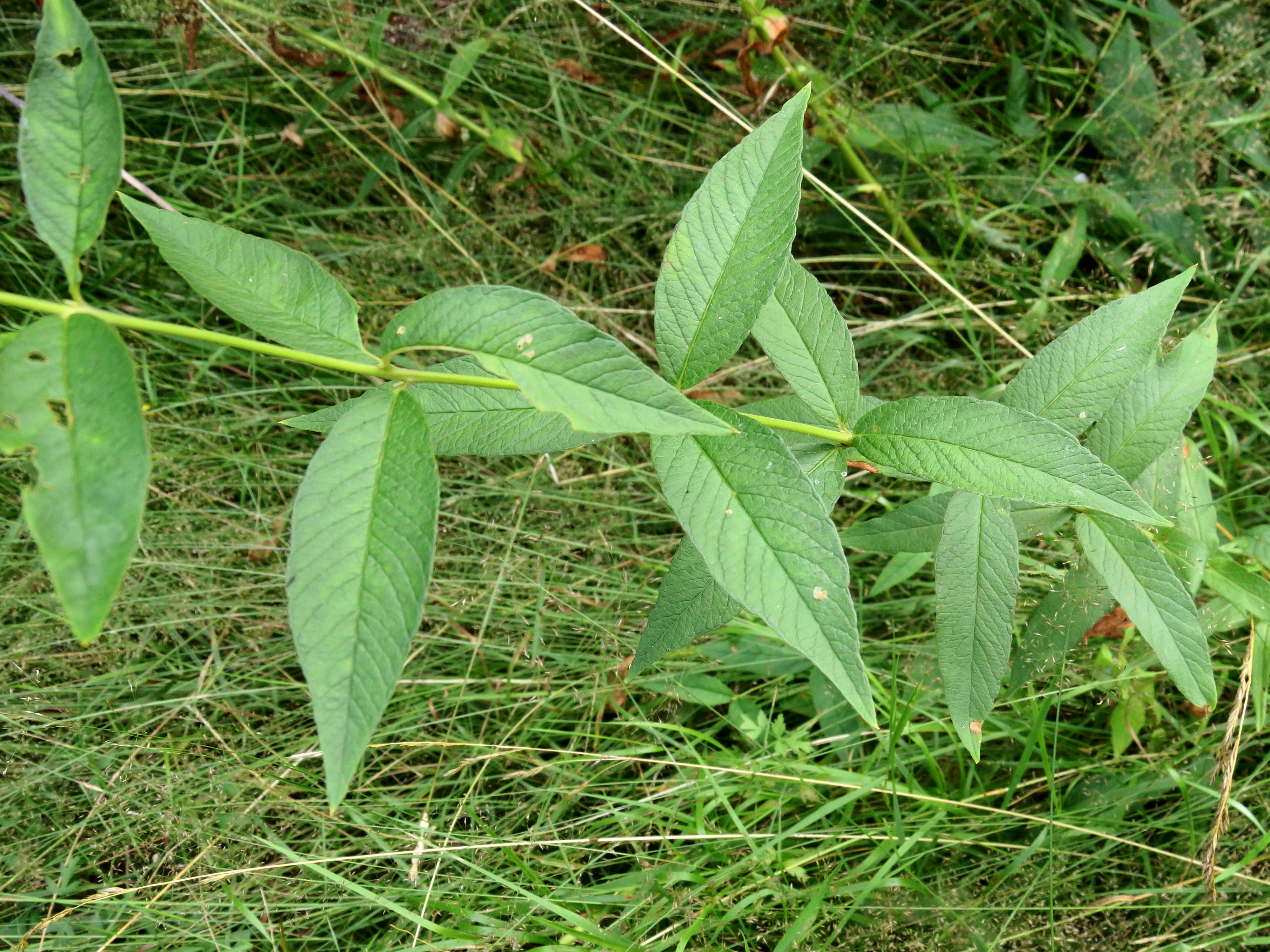
Побег с листьями
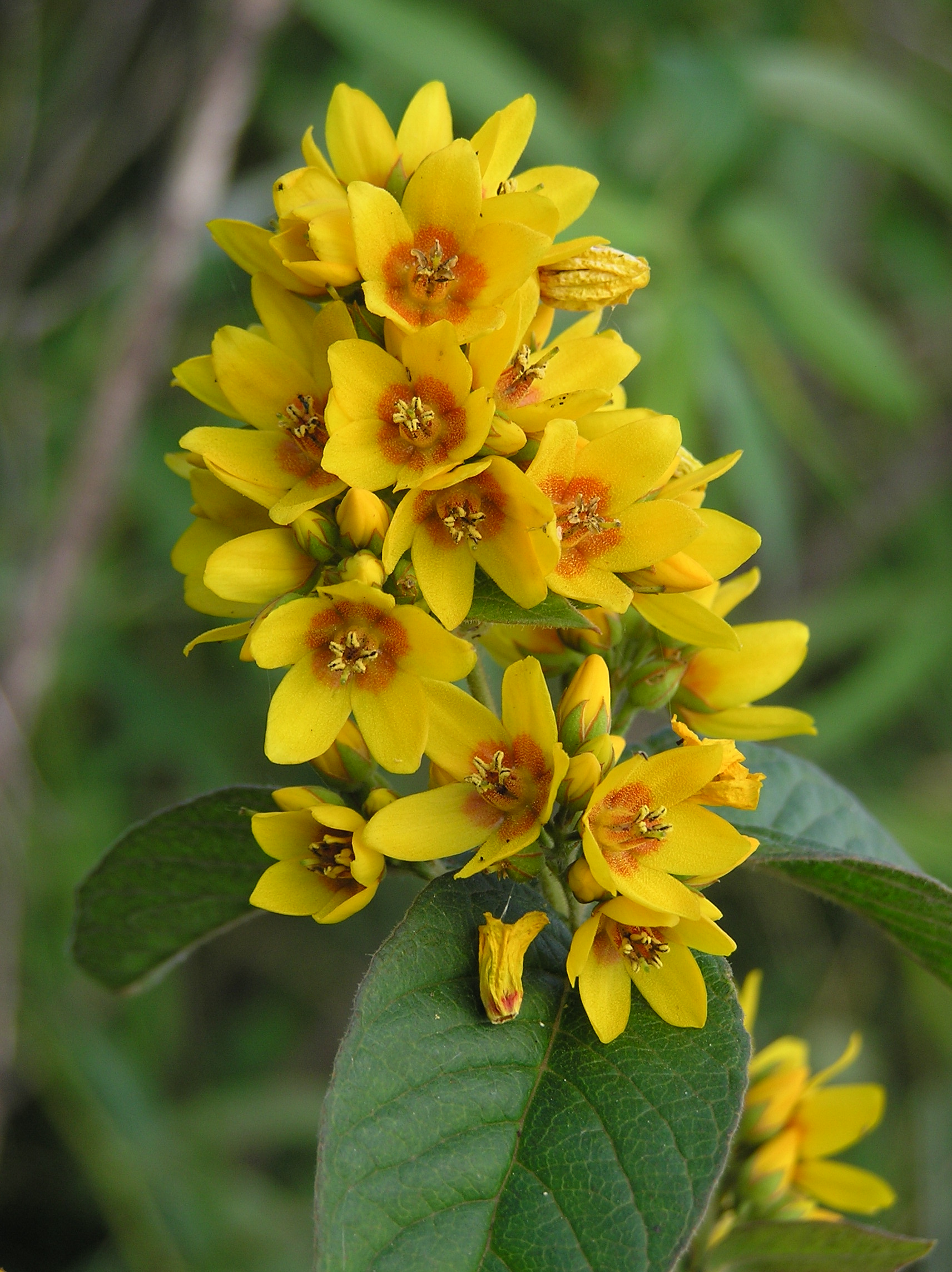
Соцветие
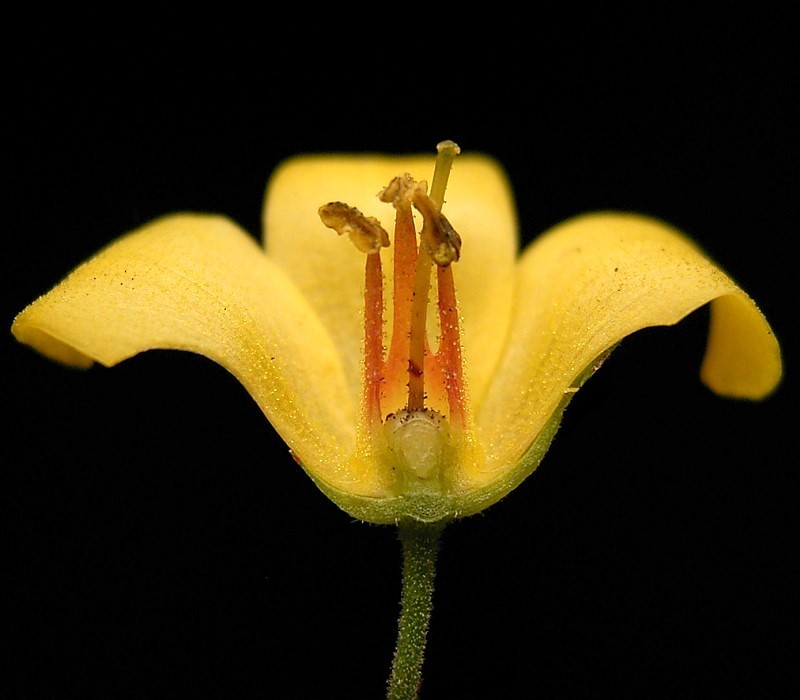
Цветок крупным планом в разрезе (удалены два лепестка и две тычинки)
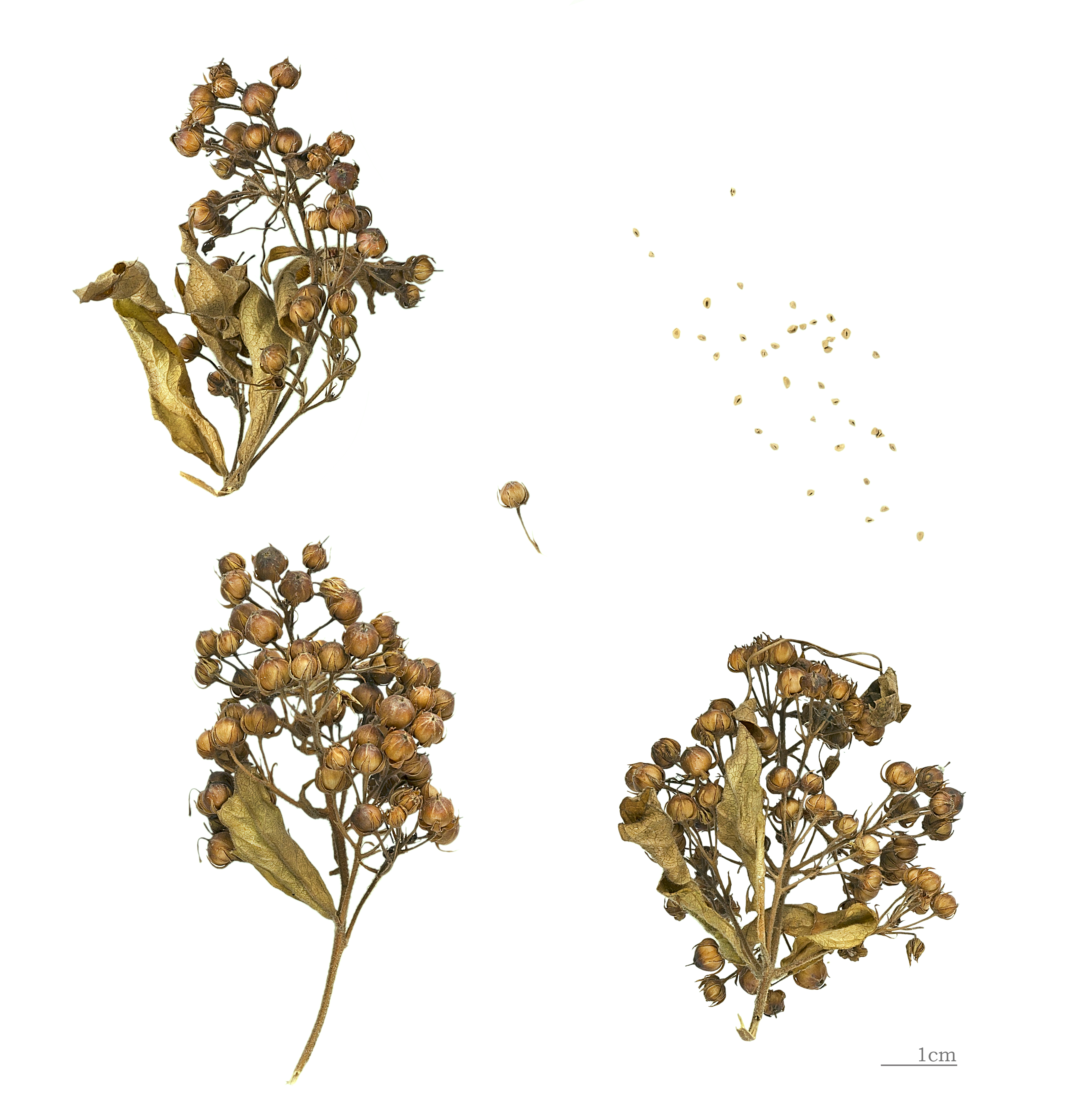
Плоды и семена

## Распространение и экология

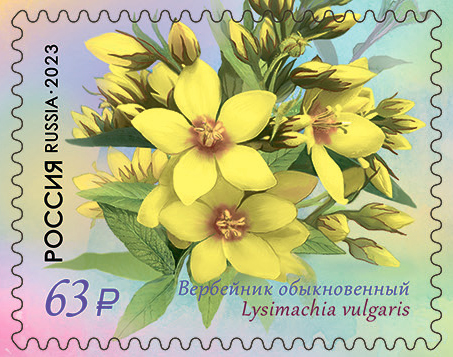
Вербейник обыкновенный на почтовой марке России 2023 года из серии «Флора России. Первоцветные»

Встречается в лесах (особенно сырых), на лугах, рядом с болотами, по берегам водоёмов.
Вид распространён в Евразии (за исключением Арктики), а также в Северной Африке; один из двух видов вербейника, вместе с вербейником монетным (Lysimachia nummularia), распространённых в европейской части России. Как заносное растение встречается и в других регионах планеты.

## Значение и применение
Раньше корневища и надземные части этого вида вербейника (наряду с вербейником монетным) использовали для окрашивания тканей (в различные цвета — зелёный, жёлтый, коричневый, чёрный).
Медоносное и пыльценосное растение. Нектар светлый, прозрачный, очень сладкий, хорошо выделяется в теплую погоду. Продуктивность сахара условно чистыми зарослями до 40 кг/га.
По наблюдениям в Окском заповеднике верхушка растения часто поедается европейским лосём (Alces alces).

## Классификация

### Таксономия
Lysimachia vulgaris L., 1753, Sp. Pl. : 146
Вид Вербейник обыкновенный относится к роду Вербейник (Lysimachia) семейства Первоцветные (Primulaceae) порядка Верескоцветные (Ericales) последовательно входящего в клады Астериды → Суперастериды → Эвдикоты → Цветковые растения. Таксономическая схема в соответствии с Системой APG IV по состоянию на декабрь 2023 года:
|  |                          |  |                                   |                                   |                        |  | еще 21 семейство | еще 21 семейство |                            |  |                        |  | еще 255 подтвержденных видов и 66 видов в статусе "неподтвержденных" | еще 255 подтвержденных видов и 66 видов в статусе "неподтвержденных" |  |
|  |                          |  |                                   |                                   |                        |  | еще 21 семейство | еще 21 семейство |                            |  |                        |  | еще 255 подтвержденных видов и 66 видов в статусе "неподтвержденных" | еще 255 подтвержденных видов и 66 видов в статусе "неподтвержденных" |  |
|  |                          |  |                                   | порядок Верескоцветные            |                        |  |                  |                  | род Вербейник              |  |                        |  |                                                                      |                                                                      |  |
|  |                          |  |                                   | порядок Верескоцветные            |                        |  |                  |                  | род Вербейник              |  | 1 внутривидовой таксон |  |                                                                      |                                                                      |  |
|  | клада Цветковые растения |  |                                   |                                   | семейство Первоцветные |  |                  |                  | вид Вербейник обыкновенный |  |                        |  |                                                                      |                                                                      |  |
|  | клада Цветковые растения |  |                                   |                                   |                        |  |                  |                  |                            |  |                        |  |                                                                      |                                                                      |  |
|  |                          |  | ещё 63 порядка цветковых растений | ещё 63 порядка цветковых растений |                        |  |                  | еще 57 родов     | еще 57 родов               |  |                        |  |                                                                      |                                                                      |  |
|  |                          |  |                                   | ещё 63 порядка цветковых растений |                        |  |                  |                  | еще 57 родов               |  |                        |  |                                                                      |                                                                      |  |

### Синонимы
- Lysimachia elata Salisb.
- Lysimachia glauca Adams
- Lysimachia guestphalica Weihe ex Rchb.
- Lysimachia lutea Jiraseck ex Mert. & W.D.J.Koch
- Lysimachia paludosa Baumg.
- Lysimachia paniculata Gilib.
- Lysimachia tomentosa C.Presl
- Lysimachia westphalica Weihe
- Lysimachusa vulgaris Pohl